# Madentherapie
Bij de madentherapie worden voor de behandeling van ontstoken wonden steriele maden van vleesvliegen ingezet. Onder andere maden van de vlieg Lucilia sericata worden gebruikt. De steriele maden worden in madenzakjes op de wond gelegd en maken de wond in enkele dagen schoon door het dode en aangetaste weefsel op te vreten.
Deze behandeling wordt, alhoewel nog niet algemeen geaccepteerd, hier en daar met succes gebruikt bij moeilijk behandelbare wonden, vooral het open been (ulcus cruris). In de jaren dertig van de twintigste eeuw werd ermee geëxperimenteerd, maar na de ontdekking van antibiotica raakte de behandeling in de vergetelheid. Sinds 1999 is de belangstelling weer aan het toenemen. Tegenwoordig wordt de madenbehandeling in de academische ziekenhuizen van Rotterdam en Leiden gebruikt. 
Vooral voor mensen met geïnfecteerde wonden aan armen of benen, die een verzwakt immuunsysteem hebben of aan suikerziekte lijden, kan deze therapie effectief zijn. 

## Bron
- (en) Nigam, Y., 2016. Advances in Myiasis Treatment Health Care: Current Reviews 2016, 4:1 DOI:10.4172/2375-4273.1000161